# 토프티르

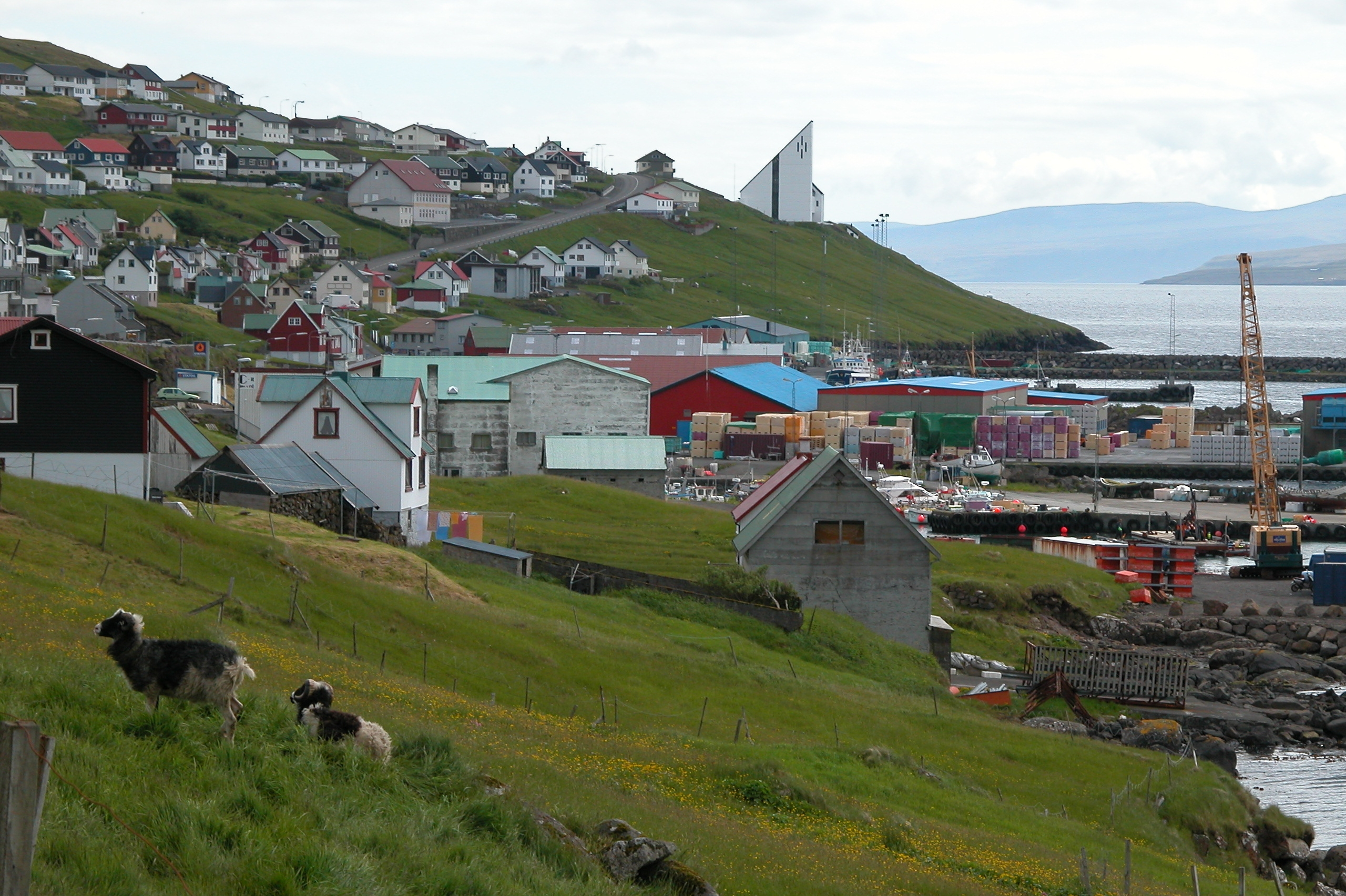
토프티르 전경

토프티르(페로어: Toftir, 덴마크어: Tofte)는 페로 제도 에스투로이섬에 위치한 마을이다. 2009년 기준으로 823명의 주민이 거주하고 있다.